# Tarn Taran
Tarn Taran é uma cidade  no distrito de Amritsar, no estado indiano de Punjab.

## Demografia
Segundo o censo de 2001, Tarn Taran tinha uma população de 55,587 habitantes. Os indivíduos do sexo masculino constituem 53% da população e os do sexo feminino 47%. Tarn Taran tem uma taxa de literacia de 67%, superior à média nacional de 59.5%: a literacia no sexo masculino é de 70% e no sexo feminino é de 63%. Em Tarn Taran, 12% da população está abaixo dos 6 anos de idade.